# Plumbeck
Plumbeck ist eine Hofschaft in Radevormwald im Oberbergischen Kreis im nordrhein-westfälischen Regierungsbezirk Köln in Deutschland.

## Lage und Beschreibung

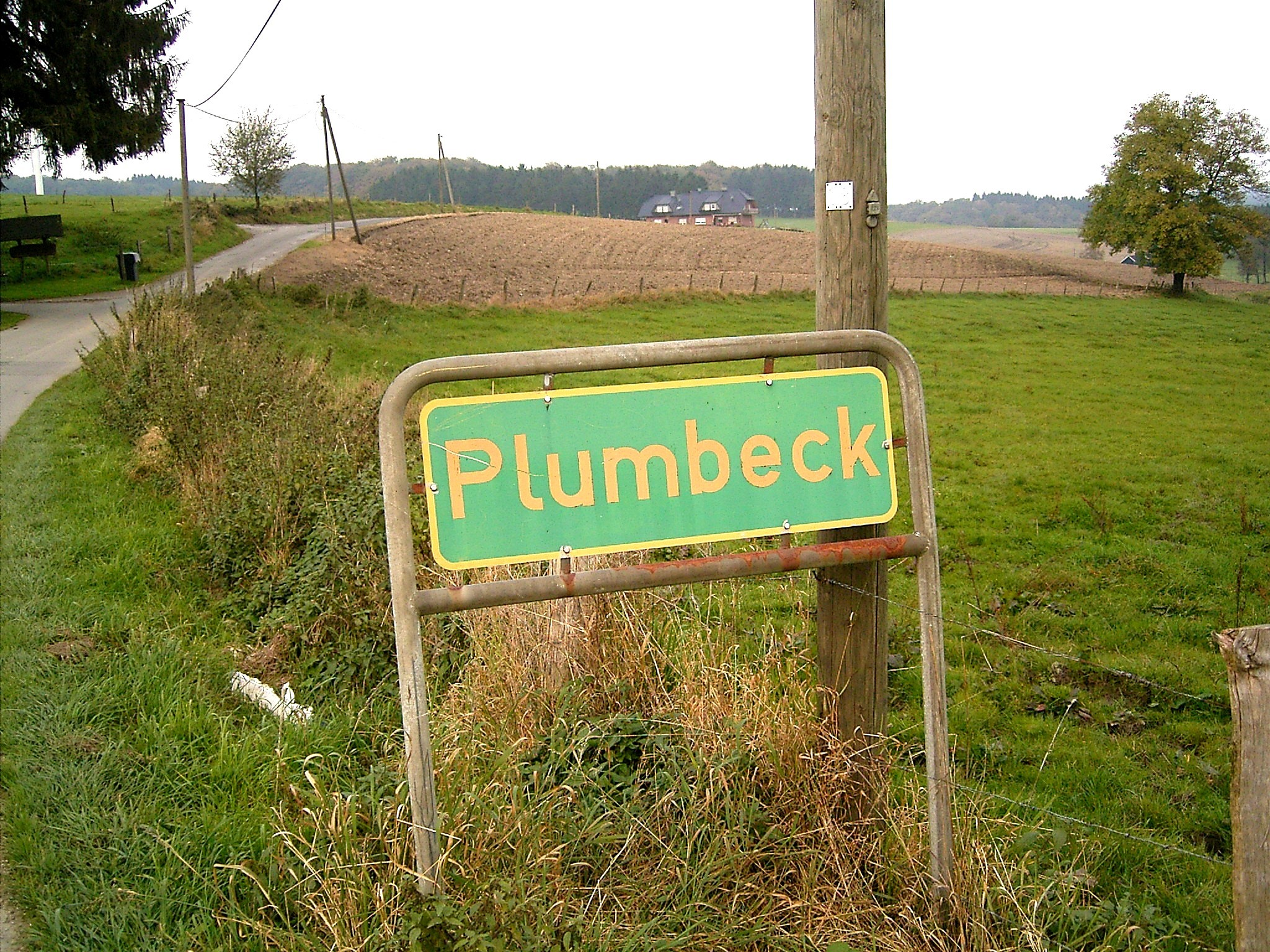

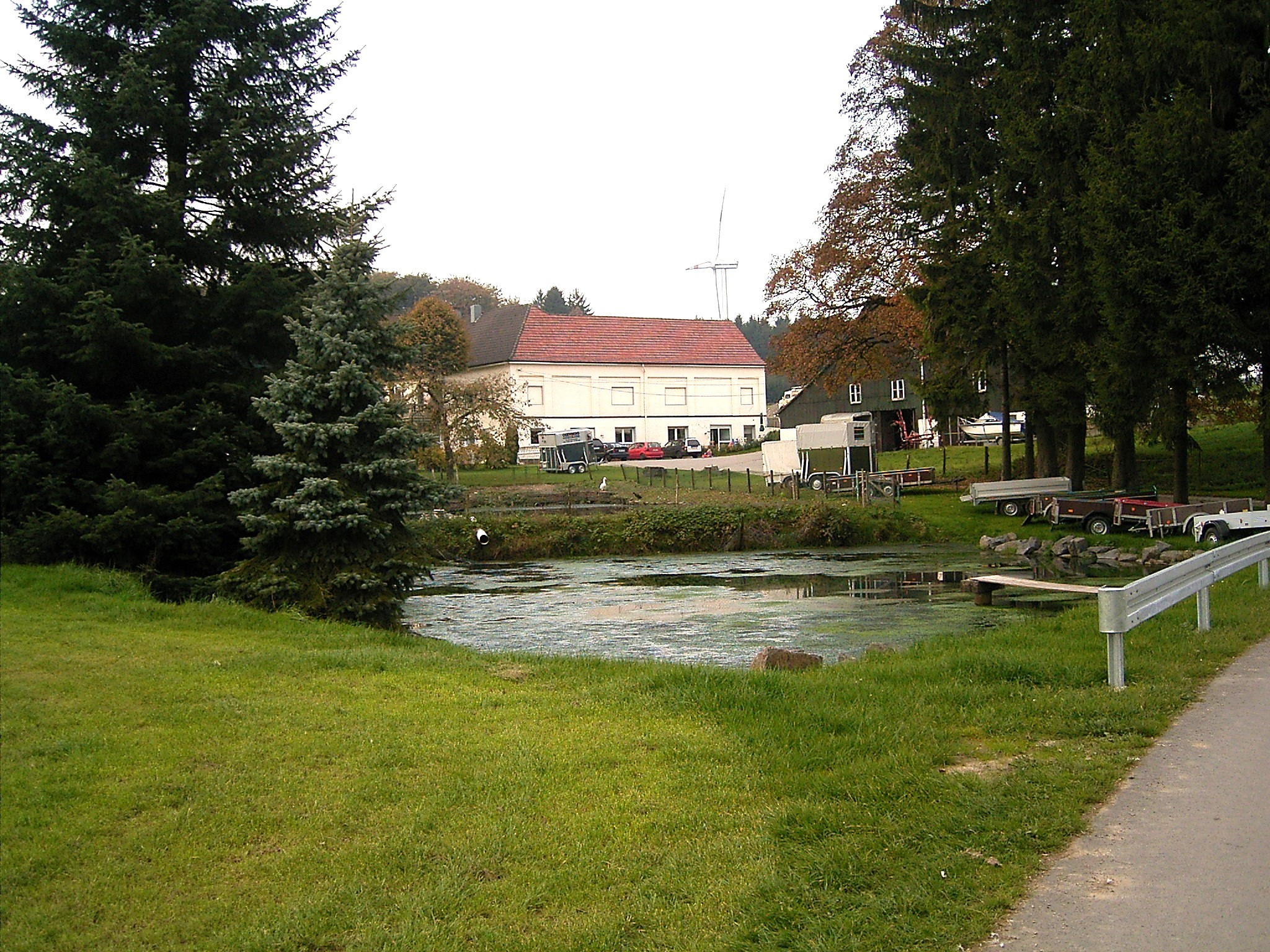

Der Ort Plumbeck liegt im Nordosten Radevormwalds in der Nähe der Stadtgrenze zu Breckerfeld. Die unmittelbaren Nachbarorte heißen Harbeck und Umbeck. Verkehrstechnisch angebunden ist der Ort über eine Straße, die von Wellringrade nach Breckerfeld führt.
Politisch im Stadtrat von Radevormwald vertreten wird Plumbeck durch den Direktkandidaten des Wahlbezirks 170.

## Geschichte
Erstmals wird Plumbeck 1514 in Kirchenrechnungen der reformierten Kirchengemeinde Radevormwald aufgeführt. Die Ortsbezeichnung lautet darin „op der Plumbecke“.